# Инфинитив
Инфинитив (од лат.  — „неограничен, неодређен”) је прост и неличан глаголски облик. Инфинитив може имати функције других врста речи, често као допуна глаголима у личном облику, користи се уз помоћне глаголе за грађење других глаголских облика и времена.
У српском језику инфинитив се завршава наставцима -сти,-ти или -ћи (певати, слушати, читати, писати, пећи, сећи). 

## Инфинитивна основа
Инфинитивна (или аористна) основа служи за грађење појединих глаголских облика.
Код глагола чији се инфинитив завршава на -ти инфинитивна основа се добија тако што се одбија наставак -ти:
- певати → пева;
- читати → чита;

Да би се добила инфинитивна основа код глагола чији се инфинитив завршава на -ћи, као и код глагола са сугласником испред наставка -ти, глагол се ставља у 1. лице једнине аориста, а затим се одбија наставак -ох (због овога се инфинитивна основа назива и аористном основом):
- сећи → секох → сек
- ући → уђох → уђ
- плести → плетох → плет
- сести → седох → сед
- ићи - идох- ид
- гристи - гризох - гриз